# Richard Conrad Schneider
Richard Conrad Schneider ( 1890 - 1970 ) fue un botánico estadounidense, habiendo trabajado en la identificación y clasificación de nuevas especies en la familia Araliaceae, las que publicaba habitualmente en Bull. Torrey Bot. Club.
- La abreviatura «R.C.Schneid.» se emplea para indicar a Richard Conrad Schneider como autoridad en la descripción y clasificación científica de los vegetales.[2]